# Berteaucourt-lès-Thennes
Berteaucourt-lès-Thennes är en kommun i departementet Somme i regionen Hauts-de-France i norra Frankrike. Kommunen ligger i kantonen Moreuil som tillhör arrondissementet Montdidier. År 2022 hade Berteaucourt-lès-Thennes 497 invånare.

## Befolkningsutveckling
Antalet invånare i kommunen Berteaucourt-lès-Thennes
| Referens: INSEE |